# Spelviks kyrka
Spelviks kyrka är en kyrkobyggnad i Rönö församling i Strängnäs stift. Kyrkan ligger i Spelviks socken i Nyköpings kommun.

## Kyrkobyggnaden
Stenkyrkan är uppförd på 1400-talet, men dopfunten från 1100-talet tyder på att det funnits en tidigare kyrka på platsen. Byggnaden består av rektangulärt långhus med kor i öster. Norr om koret finns en sakristia och vid långhusets sydvästra sida finns ett vapenhus med huvudingång. Båda dessa tillbyggnader tillkom senare under 1400-talet. Sedan dess har inga större förändringar skett med kyrkobyggnaden.
Från 1846 och fram till 1933 stod kyrkan öde. Taket förblev dock intakt, och kyrkan klarade sig från väder och vind till dess att den återinvigdes av biskopen i Strängnäs 1933. Putsen var länge avlägsnad från yttermurarna, men då kyrkan restaurerades under 1990-talet återkom putsen.

## Inventarier
- Ett triumfkrucifix är från andra hälften av 1400-talet.[1]
- Altaret av tegel är från 1736.[3]
- Altartavlan är från 1667.[3]
- Predikstolen från omkring 1625 är en av landskapets äldsta kvarvarande.[1]
- Den romanska dopfunten i sandsten från 1100-talet har ringflätad dekor och repvulst.[1][2]
- I kyrkan finns ett harmonium.[4]

## Bilder

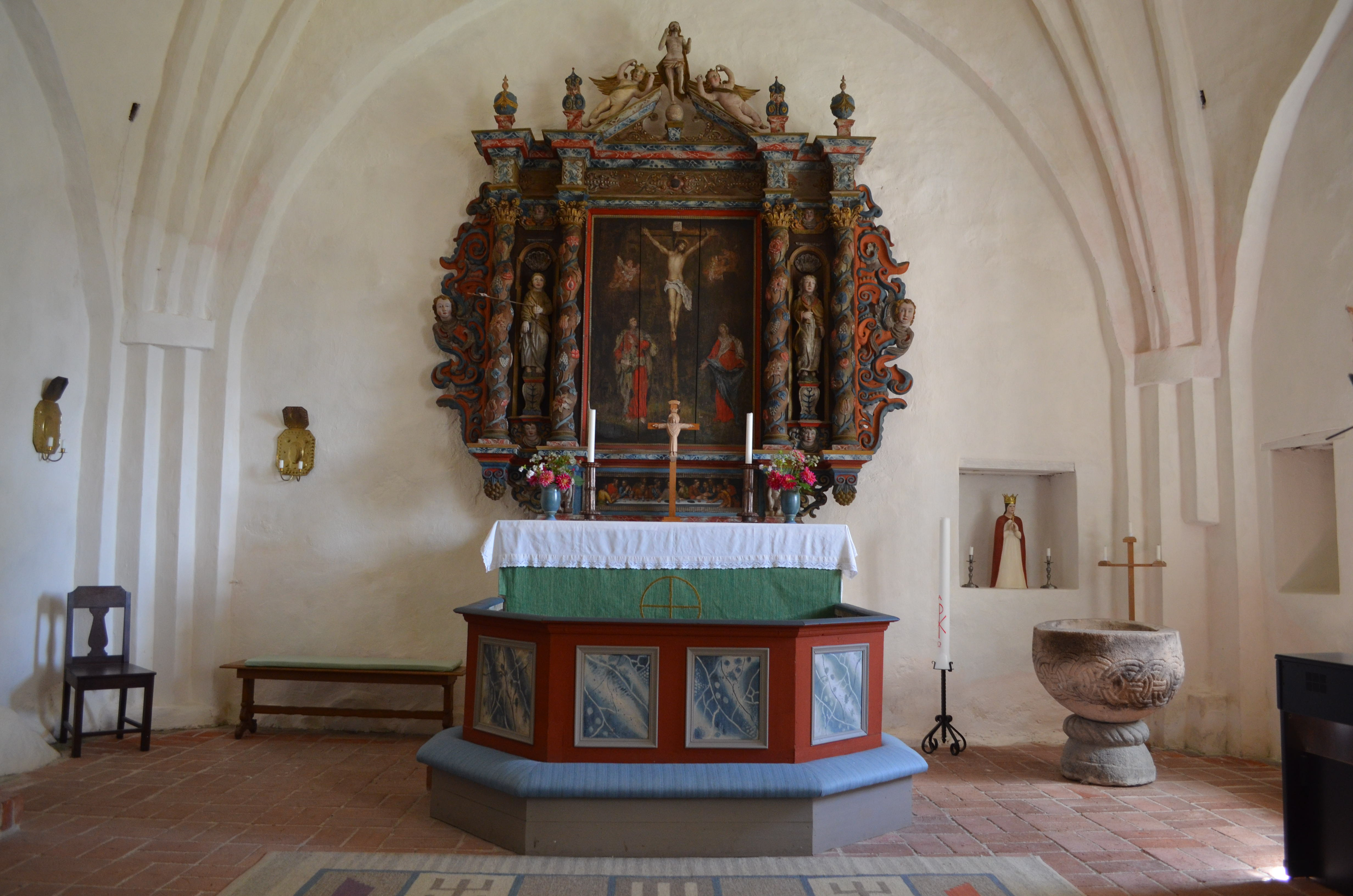
Spelvik kyrkas altare.
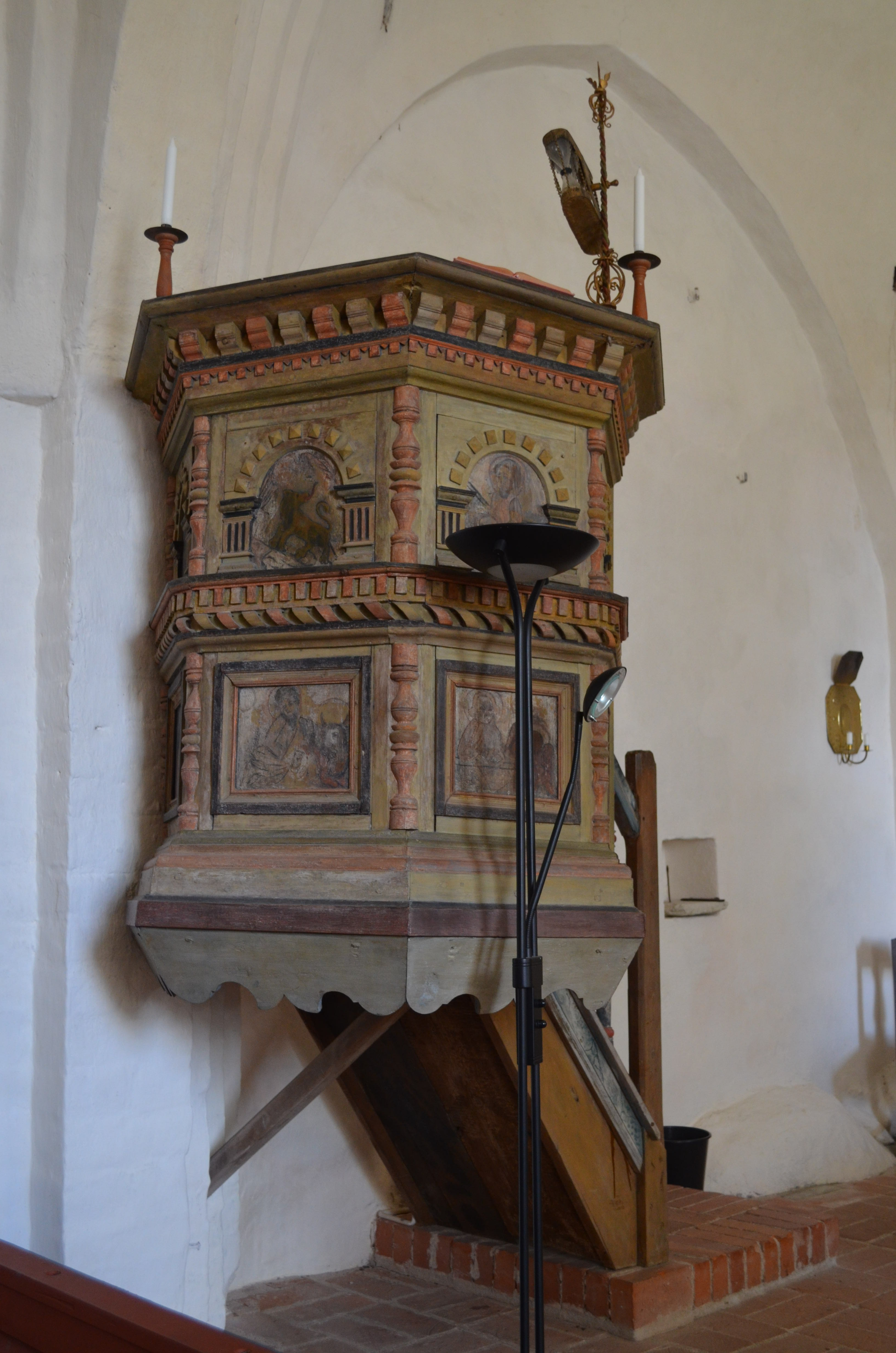
Spelvik kyrkas predikstol.